# تشرونا وودا (ناحیه وستی ناد اورلیتسی)
تشرونا وودا (ناحیه وستی ناد اورلیتسی) (به چکی: Červená Voda) یک منطقهٔ مسکونی در جمهوری چک است که در ناحیه اوستی ناد اورلیتسی واقع شده‌است. تشرونا وودا ۳٬۰۷۷ نفر جمعیت دارد.